# Fulgurotherium
Fulgurotherium („bleskové zvíře“, podle lokality Lightning Ridge v Novém Jižním Walesu) byl rod ornitopoda, vzdáleně příbuzného známějšímu hypsilofodontovi.

## Popis

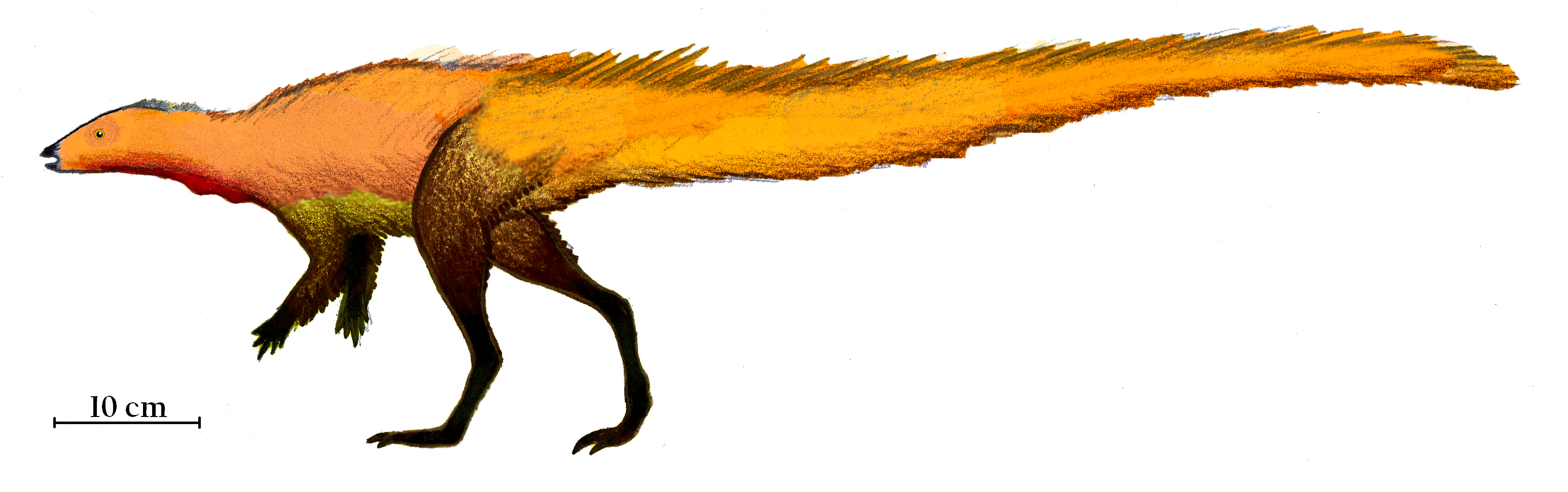
Pravděpodobný vzhled lélynasaury, příbuzné fulguroteria

Měřil asi 1,3 až 2 metry na délku a vážil kolem 6 kg. Žil v době před 100 miliony let v Austrálii (fosilie byly objeveny v sedimentech souvrství Griman Creek). Měl malou lebku se zobákovitým zakončením čelistí, dlouhý krk, hbité nohy a malé tělo. Byl to nejspíš relativně rychlý dinosaurus. Vědci je však tento taxon považován za nomen dubium.

## Zařazení
Mezi nejbližší příbuzné tohoto dinosaura mohly patřit rody jako je Notohypsilophodon nebo také rod Tietasaura, formálně popsaný v roce 2024 z Brazílie.

## Jméno
Vzhledem k jeho vědeckému jménu je zajímavé, že jde o dinosaura: latinská koncovka -therium znamená zvíře. Byl totiž dříve považován za savce, později za célurosaura, a nyní za hypsilofodontida. Takto jsou obvykle pojmenováváni spíše pravěcí savci, např. Megatherium = velké zvíře.